# Otsoko
Otsoko és un personatge o criatura de la mitologia basca. És la personificació del llop.
Basajaun és un geni protector dels ramats i assegura que l'Otsoko no s'acosti. Tan bon punt amenaça una tempesta, crida a les muntanyes, a fi que els pastors portin els seus ramats. Les ovelles anuncien la seva presència per tots, i simultàniament, fan sonar la música de les seves esquelles.
Aleshores, els pastors poden anar a descansar, perquè saben que durant aquesta nit o aquell dia, Otsoko no vindrà a preocupar-los.

## Llegenda
En una branca d'un arbre hi havia Beleko amb les seves cries. Van aparèixer Axarko i Otsoko.
En veure Beleko a l'arbre, l'Axarko se li va acostar.
- Hola Beleko! Llança'm un dels teus fills.
Però el corb no va fer caure cap dels seus fills.
- Llença-me'n un; en cas contrari, sacsejant l'arbre, els faré caure tots.
Per evitar que [la guineu] tombés tothom, [el corb] va tirar a terra un dels seus fills.
Però Axarko, un cop es va menjar aquest corb, en volia un altre.
Beleko no li va fer cas, però finalment, tement que sacsegés l'arbre, li va llançar un darrere l'altre.
Quan l'Axarko se'ls va haver menjat tots, va marxar amb l'Otsoko; i van trobar un home al camí parlant amb un altre home, i aquell home portava formatge en una cistella.
L'Axarko, veient que els formatges s'acostaven sigil·losament, els va robar.
Llavors li va dir al llop:
- T'agrada el formatge?
- Sí, Axarko, m'agrada molt.
- Llavors acosta't a aquest home, i treu-los de la cistella.
L'Otsoko va anar a robar formatge; però quan s'anava acostar, l'home el va veure i, adonant-se que no hi havia més formatges a la cistella, Otsoko va ser colpejat amb pals.